# Euxoa christophi
Euxoa christophi är en fjärilsart som beskrevs av Otto Staudinger 1870. Euxoa christophi ingår i släktet Euxoa och familjen nattflyn. Inga underarter finns listade i Catalogue of Life.